# David Davies (Schwimmer)

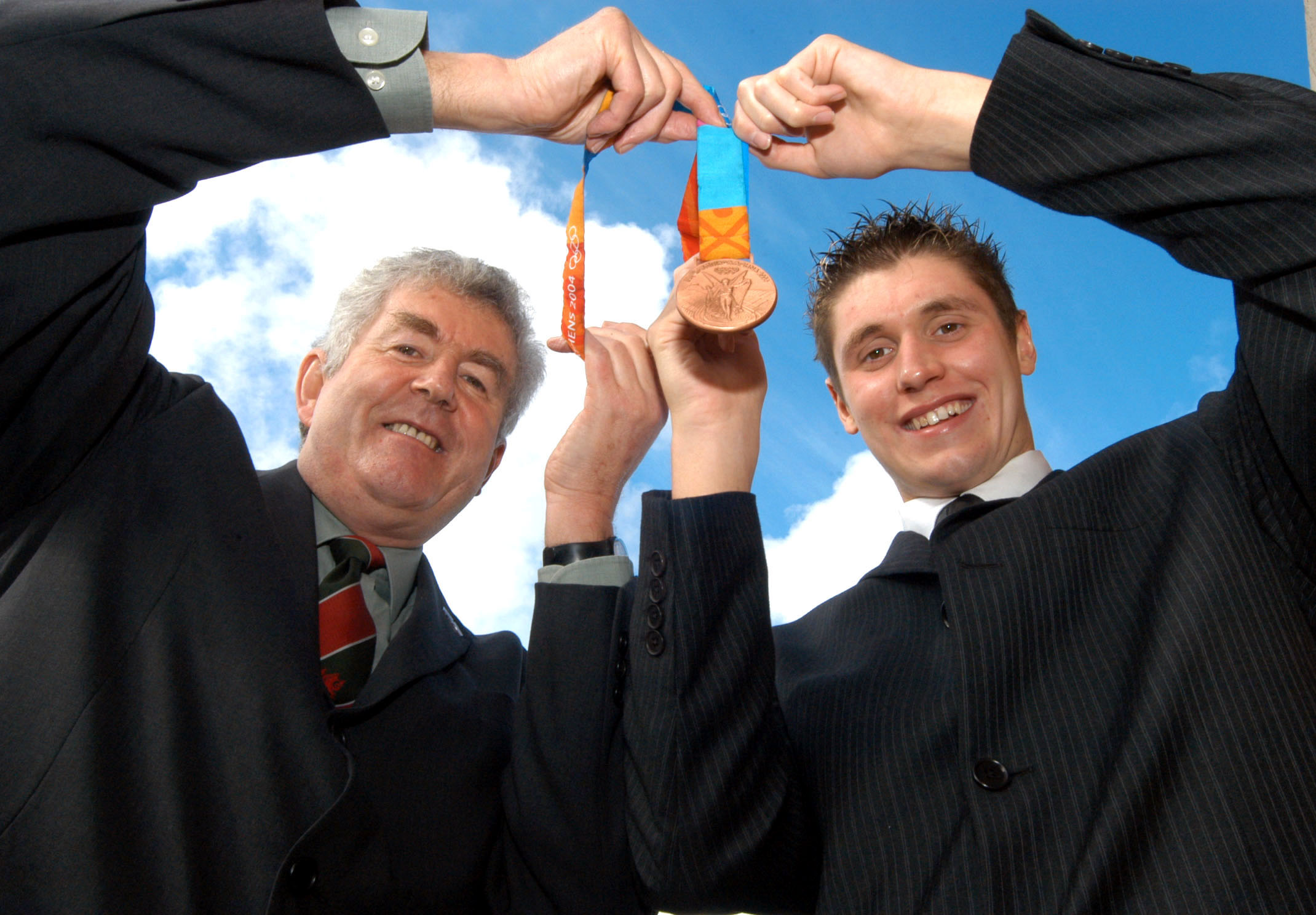
Rhodri Morgan (links) und David Davies, 2004

David „Dave“ Michael Rhys Davies (* 3. März 1985 in Cardiff, Wales) ist ein ehemaliger britischer Schwimmer. Er gewann je eine olympische Silber- und Bronzemedaille, war bei Weltmeisterschaften zweimal Dritter auf der 50-Meter-Bahn und erschwamm eine Silbermedaille auf der 25-Meter-Bahn. Bei Europameisterschaften erhielt er eine Silbermedaille auf der Langbahn sowie drei Silbermedaillen auf der Kurzbahn. Bei Commonwealth Games erhielt er je eine Gold- und Bronzemedaille.

## Karriere

### Die Jahre bis zur ersten olympischen Medaille 2004
Der 1,90 Meter große Davies schwamm für den City of Cardiff Swimming Club.
Seine internationale Karriere begann bei den Junioreneuropameisterschaften 2002. Dort wurde Davies Zweiter über 400 Meter Freistil hinter dem Russen Juri Prilukow und belegte mit der britischen 4-mal-200-Meter-Freistilstaffel den dritten Platz. Einen Monat später bei den Commonwealth Games in Manchester wurde der Waliser Sechster über 1500 Meter Freistil. Ende 2002 gewann Davies bei den Kurzbahneuropameisterschaften in Riesa die Silbermedaille über 1500 Meter Freistil hinter Juri Prilukow.
2003 bei den Weltmeisterschaften in Barcelona siegte der Australier Grant Hackett über 1500 Meter Freistil vor dem Ukrainer Ihor Tscherwynskyj und Erik Vendt aus den Vereinigten Staaten. 22 Sekunden nach dem Sieger und vier Sekunden nach den anderen beiden Medaillengewinnern schlug Davies als Vierter an. Bei den Junioreneuropameisterschaften 2003 in Glasgow belegte Davies über 200 Meter Freistil den zweiten Platz hinter dem Russen Jewgeni Natswin, wobei Davies eine Hundertstelsekunde vor dem Ungarn László Cseh anschlug. Über 400 Meter Freistil siegte der Pole Przemysław Stańczyk vor dem Italiener Nicola Cassio und David Davies. Über 1500 Meter Freistil siegte Davies mit über 15 Sekunden Vorsprung auf Stańczyk.
Bei den Olympischen Spielen 2004 in Athen war Davies der Vorlaufschnellste über 1500 Meter Freistil. Im Finale siegte Grant Hackett vor Larsen Jensen aus den Vereinigten Staaten, 0,66 Sekunden hinter Jensen erschwamm Davies in der Europarekordzeit von 14:45,95 Minuten die Bronzemedaille. Sechs Sekunden hinter Davies wurde Prilukow Vierter. Ende 2004 fanden die Kurzbahneuropameisterschaften in Wien statt. Davies wurde Sechster über 400 Meter Freistil und hinter Prilukow Zweiter über 1500 Meter Freistil.

### Die Jahre ab 2005 mit der zweiten olympischen Medaille 2008
2005 bei den Weltmeisterschaften in Montreal wurde Davies Sechster über 800 Meter Freistil. Über 1500 Meter Freistil gewann er Bronze hinter Hackett und Jensen, wobei er diesmal 0,53 Sekunden Rückstand auf Jensen hatte. Dreieinhalb Sekunden hinter Davies wurde Prilukow Vierter. Bei den Kurzbahneuropameisterschaften in Triest siegte Prilukow einmal mehr über 1500 Meter Freistil vor Davies. Im Jahr darauf wurde Davies bei den Commonwealth Games 2006 in Melbourne über 400 Meter Freistil Dritter hinter dem Schotten David Carry und dem Kanadier Andrew Hurd. Über 1500 Meter Freistil siegte Davies mit fast zwölf Sekunden Vorsprung vor Andrew Hurd. Bei den Kurzbahneuropameisterschaften in Helsinki siegte Prilukow mit zwölf Sekunden Vorsprung vor dem Polen Mateusz Sawrymowicz. Mit anderthalb Sekunden Rückstand auf den drittplatzierten Franzosen Sébastien Rouault belegte Davies den fünften Platz. Mateusz Sawrymowicz unterbot im Finale über 1500 Meter Freistil bei den Weltmeisterschaften 2007 in Melbourne den Europarekord von Davies aus dem Jahr 2004 um eine Hundertstelsekunde und gewann das Rennen vor Prilukow und Davies, der im Ziel anderthalb Sekunden Vorsprung auf Larsen Jensen hatte.
Im März 2008 fanden in Eindhoven die Europameisterschaften statt. Über 1500 Meter siegte Prilukow mit vier Sekunden vor Davies, der seinerseits vier Sekunden Vorsprung auf Sawrymowicz hatte. Nur drei Wochen später siegte Prilukow auch bei den Kurzbahnweltmeisterschaften in Manchester vor Davies und Sawrymowicz. Im Mai 2008 trat Davies auch bei den Freiwasserweltmeisterschaften in Sevilla an. Über 10 Kilometer siegte der Russe Wladimir Djattschin mit 0,3 Sekunden Vorsprung vor Davies. Dritter wurde der Deutsche Thomas Lurz vor dem Niederländer Maarten van der Weijden. Die Olympischen Spiele in Peking fanden im August 2008 statt. Davies wurde über 1500 Meter Freistil Sechster, er hatte im Ziel über neun Sekunden Rückstand auf den Gewinner der Bronzemedaille, Ryan Cochrane aus Kanada. Vier Tage später fand der Wettbewerb über 10 Kilometer im Freiwasser statt. Die drei Medaillengewinner erreichten das Ziel innerhalb von zwei Sekunden. Der Niederländer Maarten van der Weijden siegte vor Davies und Lurz. Der viertplatzierte Italiener Valerio Cleri hatte im Ziel vierzehn Sekunden Rückstand.
Bei den Weltmeisterschaften 2009 in Rom erreichte Davies in vier Disziplinen das Finale. Er wurde Achter über 400 Meter Freistil, Fünfter über 800 Meter Freistil und Sechster über 1500 Meter Freistil. In der britischen 4-mal-200-Meter-Freistilstaffel wurde Davies nur im Vorlauf eingesetzt, beim siebten Platz im Finale war er nicht dabei. 2010 nahm Davies für Wales an den Commonwealth Games in Delhi teil. Er belegte den vierten Platz über 400 Meter Freistil und den fünften Platz über 1500 Meter Freistil. 2012 trat Davies bei den Olympischen Spielen in London noch einmal über 1500 Meter Freistil an, er schied mit der 16. Vorlaufzeit aus. Drei Monate nach den Olympischen Spielen erklärte Davies seinen Rücktritt vom Leistungssport. Danach engagierte er sich als Mentor beim Projekt Sport Wales.